# Flugplatz Kwethluk

i7
i11
i13
Der Flugplatz Kwethluk (englisch Kwethluk Airport, IATA-Code: KWT, ICAO-Code: PFKW, FAA-LID: KWT) ist ein staatlicher vom Alaska Department of Transportation & Public Facilities betriebener, öffentlicher Flugplatz, der sich 2 Kilometer südsüdwestlich von Kwethluk in Südwest-Alaska befindet. Dieser Flugplatz ersetzte um das Jahr 2005 einen älteren Flugplatz. Weiterhin gibt es bei Kwethluk eine Landestelle für Wasserflugzeuge auf dem Kwethluk River mit den Maßen 1524 × 152 Metern.

## Infrastruktur
Der Flugplatz hat die Schotterpiste 18/36, welche 975 Meter lang und 23 Meter breit ist.

## Fluggesellschaften und Flugziele
Derzeit sind keine Linienverbindungen bekannt. Früher verband Flight Alaska (im Außenauftritt „Yute Air Alaska“) den Ort mit der Außenwelt, hatte aber im März 2017 den Betrieb eingestellt.

## Früherer Flugplatz

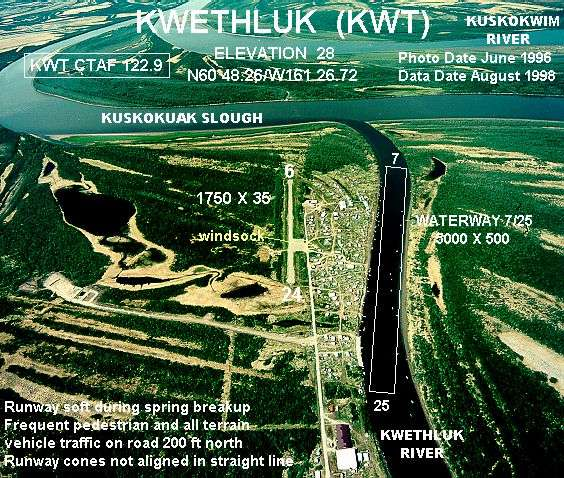
Lage des früheren Flugplatzes (in der Bildmitte) sowie die Landestelle für Wasserflugzeuge auf dem Kwethluk River (rechts)

Ein heute nicht mehr vorhandener Vorgänger-Flugplatz (⊙) befand sich unmittelbar am südlichen Ortsrand. Er verlief annähernd in Ost-West-Richtung und hatte eine Schotterpiste von 533 × 11 Metern.